# Franconian International School
Die Franconian International School (FIS) in Erlangen ist eine internationale Schule in freier Trägerschaft. Die Schule ist Mitglied im Schulverbund Blick über den Zaun, einem Zusammenschluss reformpädagogisch orientierter Schulen.

## Geschichte
- 1998/1999: Die Initiative der adidas AG und der Stadt Herzogenaurach ermöglicht die Aufnahme des Schulbetriebes im Herzogenauracher Stadtteil Haundorf und bald darauf den Umzug in die Dassler Villa als neuen Standort.
- 2000: Eröffnung des Kindergartens und Ausbau der Elementary School.
- 2003: Umzug mit der Middle School in den neuen Convent Campus, ein ehemaliges Schwesternwohnheim in Herzogenaurach und Erweiterung der Schulräume mittels Containerklassen.
- 2005: Eröffnung der High School. Akkreditierung der Schule durch internationale Dachverbände. Die stetige Nachfrage nach Plätzen führt zum Beschluss des Neubaus der FIS im Erlanger Röthelheimpark.
- 2008: Umzug nach Erlangen in ein hochmodernes Schulgebäude.[5] Die Schülerzahl wächst auf über 500. Kindergarten, Elementary School, Middle School und High School sind fast vollständig doppelzügig. Die Nachfrage ist ungebremst; die Entscheidung für den Erweiterungsbau der High School fällt.
- 2011: Spatenstich für den Erweiterungsbau. Zum bestehenden Schulgebäude kommen neue Fachräume und Klassenzimmer für die High School dazu sowie eine Bibliothek und ein Schultheater.
- 2012: Fertigstellung des Erweiterungsbaus. Die Schule kann bis zu 650 Kinder aufnehmen.
- 2015: Die High School wird in einen Neubau ausgelagert, wenige Gehminuten vom Hauptgebäude.
- 2020: Fertigstellung einer zusätzlichen Sporthalle auf dem FIS-Gelände.
- 2021: Während Covid-19 Einschränkungen: Erweiterung auf Online- und Hybrid-Unterricht zusätzlich zum Präsenzunterricht.
- 2024: Über 800 Schülerinnen und Schüler sowie mehr als 180 internationale Lehrkräfte

## Philosophie
Kinder aus aller Welt sollen unabhängig von Rasse, Geschlecht, Religion und Nationalität gleiche Bildungschancen erhalten. Die FIS unterstützt sie dabei, ihr volles intellektuelles, soziales und physisches Potential zu entfalten. Dies geschieht durch einen Lehrplan, der nicht allein auf Wissensvermittlung aufbaut, sondern der die Kinder anregt, Eigeninitiative zu ergreifen, der ihre Neugierde und Kreativität weckt und ihre individuellen Talente fördert.

## Ausbildung
Die Schule ist in unterteilt in Early Years and  Primary School (3–5 Jahre / 1.–5. Klasse) und Secondary School (6.–12. Klasse). Die FIS strebt eine Zulassung als IB World School an und ist eine Kandidatenschule für das IB PYP (Primary Years Programme). Die Schulausbildung folgt ab der 6. bis zur 10. Klasse dem MYP (Middle Years Programme) und die letzten beiden Schuljahre dem IBDP (International Baccalaureate Diploma Programme). Die Ausbildung endet mit dem International Baccalaureate Diploma. Es öffnet den Weg zum Studium an Universitäten auf der ganzen Welt und wird unter vom bayerischen Kultusministerium festgelegten Voraussetzungen auch als deutsches Abitur anerkannt. Parallel dazu bietet die FIS ein Diplom als Abschluss an, das dem amerikanischen High School Diplom entspricht.
Die Unterrichtssprache ist Englisch. Kinder mit anderem sprachlichen Hintergrund werden durch das Spezialfach Englisch as an Additional Language in unterschiedlichen Stufen an das Niveau ihrer Klasse herangeführt. Ab der 6. Klasse kommt Spanisch hinzu. Deutsch wird ebenfalls durch alle Klassenstufen hindurch unterrichtet. Das International Baccalaureate ermöglicht auch eine Prüfung in der Muttersprache, sofern entsprechende Kenntnisse (per Privatlehrer) erworben wurden. Neben den naturwissenschaftlichen Fächern bilden Sport, Kunst und Musik weitere Schwerpunkte, erweitert um die neuen Themen Well-Being und Design Thinking.

## Schüler- und Lehrerschaft
Die Schule kann bis zu 850 Schüler aufnehmen. Im Schnitt sind davon 70 % international, der deutsche Anteil beträgt in der Regel ca. 30 %. Das Lehrerkollegium wird unter Berücksichtigung der Anforderungen der bayerischen Schulbehörden weltweit ausgewählt, wobei USA, Kanada, Großbritannien und Australien am stärksten vertreten sind.